# Мирный (Уйский район)
Ми́рный — посёлок в Уйском районе Челябинской области России. Административный центр Соколовского сельского поселения.

## География
Ближайшие населённые пункты: посёлки Берег, Луговой, Лебедевка, Булатово, а также село Соколовское. Расстояние до районного центра села Уйского 42 км.

## Население
| 2002 | 2010  |
| ---- | ----- |
| 1664 | ↘1659 |

По данным Всероссийской переписи, в 2010 году численность населения посёлка составляла 1659 человек (727 мужчин и 932 женщины).

## Улицы
Уличная сеть посёлка состоит из 8 улиц.

## Известные жители и уроженцы
- Дейнеко, Григорий Фёдорович (1907—1984) — Герой Социалистического Труда.